# Richard Crowley
Richard Francis Crowley IV (né le 9 mai 1991 à Canton, État du Massachusetts) est un joueur professionnel de hockey sur glace américano-italien. Il évolue au poste de défenseur.

## Biographie

### Carrière en club
Crowley pratique le hockey sur glace avec l'USNDP avant de poursuivre un cursus universitaire à l'Brown en 2009. Il porte les couleurs des Bears dans le championnat NCAA jusqu'en 2013. Il représente les États-Unis lors du défi mondial des moins de 17 ans 2008. Il passe alors professionnel les Nailers de Wheeling dans l'ECHL en 2013. Il signe aux Diables rouges de Briançon, pensionnaires de la Ligue Magnus en 2013-2014. Il aide son équipe à remporter le match des champions 2013 face à Rouen lors d'une victoire 4-2. En Coupe de France, les Diables rouges atteignent le stade des demi-finales où ils sont éliminés 2-4 face à Rouen. Briançon s'incline contre cette même équipe en demi-finale de Coupe de la Ligue. Le 22 décembre 2013, ils remportent 5-4 face à Grenoble le Winter Game, match de saison régulière disputé au Stade des Alpes. Il est aligné avec Sébastien Bisaillon sur la première paire défensive briançonnaise par l'entraîneur Luciano Basile. La défense de Briançon est la meilleure à l'issue de la saison régulière de la Ligue Magnus où l'équipe se classe deuxième derrière Rouen. Durant les séries éliminatoires, les briançonnais éliminent Villard-de-Lans trois matchs à un puis Dijon en quatre matchs secs. Lors de la finale, Ils affrontent Angers et s'imposent quatre victoires à trois. Lors du septième et dernier match, le 6 avril 2014, les Ducs mènent 1-0 grâce à Braden Walls à la patinoire René Froger. Les Diables rouges réagissent en supériorité numérique et l'emportent 5-1. Briançon décroche la Coupe Magnus, trophée récompensant le champion de France, pour la première fois de son histoire.

### Carrière internationale
Il représente l'Italie au niveau international depuis 2015. Il honore sa première sélection le 17 décembre 2015 face à la Pologne dans un match comptant pour l'Euro Ice Hockey Challenge.

## Statistiques
| Saison    | Équipe              | Ligue        |    | Saison régulière | Saison régulière | Saison régulière | Saison régulière | Saison régulière |   | Séries éliminatoires | Séries éliminatoires | Séries éliminatoires | Séries éliminatoires | Séries éliminatoires |
| Saison    | Équipe              | Ligue        | PJ | B                | A                | Pts              | Pun              | PJ               | B | A                    | Pts                  | Pun                  |                      |                      |
| 2007-2008 | USNTDP 18 ans       | NAHL         | 39 | 2                | 3                | 5                | 24               | -                | - | -                    | -                    | -                    |                      |                      |
| 2008-2009 | USNTDP 18 ans       | NAHL         | 22 | 0                | 0                | 0                | 78               | -                | - | -                    | -                    | -                    |                      |                      |
| 2008-2009 | USNTDP 18 ans       | USDP         | 44 | 0                | 4                | 4                | 40               | -                | - | -                    | -                    | -                    |                      |                      |
| 2009-2010 | Bears de Brown      | ECAC         | 37 | 0                | 7                | 7                | 18               | -                | - | -                    | -                    | -                    |                      |                      |
| 2010-2011 | Bears de Brown      | ECAC         | 20 | 0                | 0                | 0                | 2                | -                | - | -                    | -                    | -                    |                      |                      |
| 2011-2012 | Bears de Brown      | ECAC         | 29 | 2                | 9                | 11               | 44               | -                | - | -                    | -                    | -                    |                      |                      |
| 2012-2013 | Bears de Brown      | ECAC         | 36 | 0                | 3                | 3                | 18               | -                | - | -                    | -                    | -                    |                      |                      |
| 2012-2013 | Nailers de Wheeling | ECHL         | 3  | 0                | 1                | 1                | 0                | -                | - | -                    | -                    | -                    |                      |                      |
| 2013      | Briançon            | MdC          | 1  | 0                | 0                | 0                | 2                | -                | - | -                    | -                    | -                    |                      |                      |
| 2013-2014 | Briançon            | CdlL         | 6  | 0                | 2                | 2                | 24               | 4                | 0 | 0                    | 0                    | 2                    |                      |                      |
| 2013-2014 | Briançon            | CdF          | -  | -                | -                | -                | -                | 3                | 0 | 1                    | 1                    | 0                    |                      |                      |
| 2013-2014 | Briançon            | Ligue Magnus | 26 | 0                | 7                | 7                | 30               | 15               | 1 | 3                    | 4                    | 16                   |                      |                      |
| 2014-2015 | HC Bolzano          | LdC          | 6  | 0                | 0                | 0                | 6                | -                | - | -                    | -                    | -                    |                      |                      |
| 2014-2015 | HC Bolzano          | EBEL         | 53 | 0                | 0                | 0                | 20               | 5                | 1 | 0                    | 1                    | 9                    |                      |                      |
| 2015-2016 | SG Cortina          | Serie A      | 42 | 3                | 14               | 17               | 38               | 4                | 0 | 0                    | 0                    | 2                    |                      |                      |